# Calicotome villosa
Calicotome villosa (Poir.) Link in Schrad. es un arbusto espinoso de la familia de las fabáceas.

## Descripción
El erguén o hérguen (C. villosa) es una especie arbustiva muy ramificada y muy espinosa y de hasta 2 m de alto. Tanto las espinas, como las ramas, presentan un color blanquecino y se encuentran recorridas longitudinalmente por unos surcos verdes que le dan un aspecto estriado. Muy parecida a Calicotome spinosa pero con las hojas provistas de un fino indumento aplicado. Ramas y legumbres tomentosas. Tiene hojas trifoliadas con pelos en el envés, caducas. Sus legumbres aparecen cubiertas de pelos blanquecinos de ahí el apelativo de villosa. Las flores amarillas nacen en grupos de 4 a 12 de nodos en las espinas, en número de 3 a 10; cáliz acopado, peloso; corola de 12 a 15 mm amarilla.
Especie xerófila, necesita temperaturas suaves.

## Hábitat
En matorrales  con palmito y sotobosques de alcornocales y pinares.

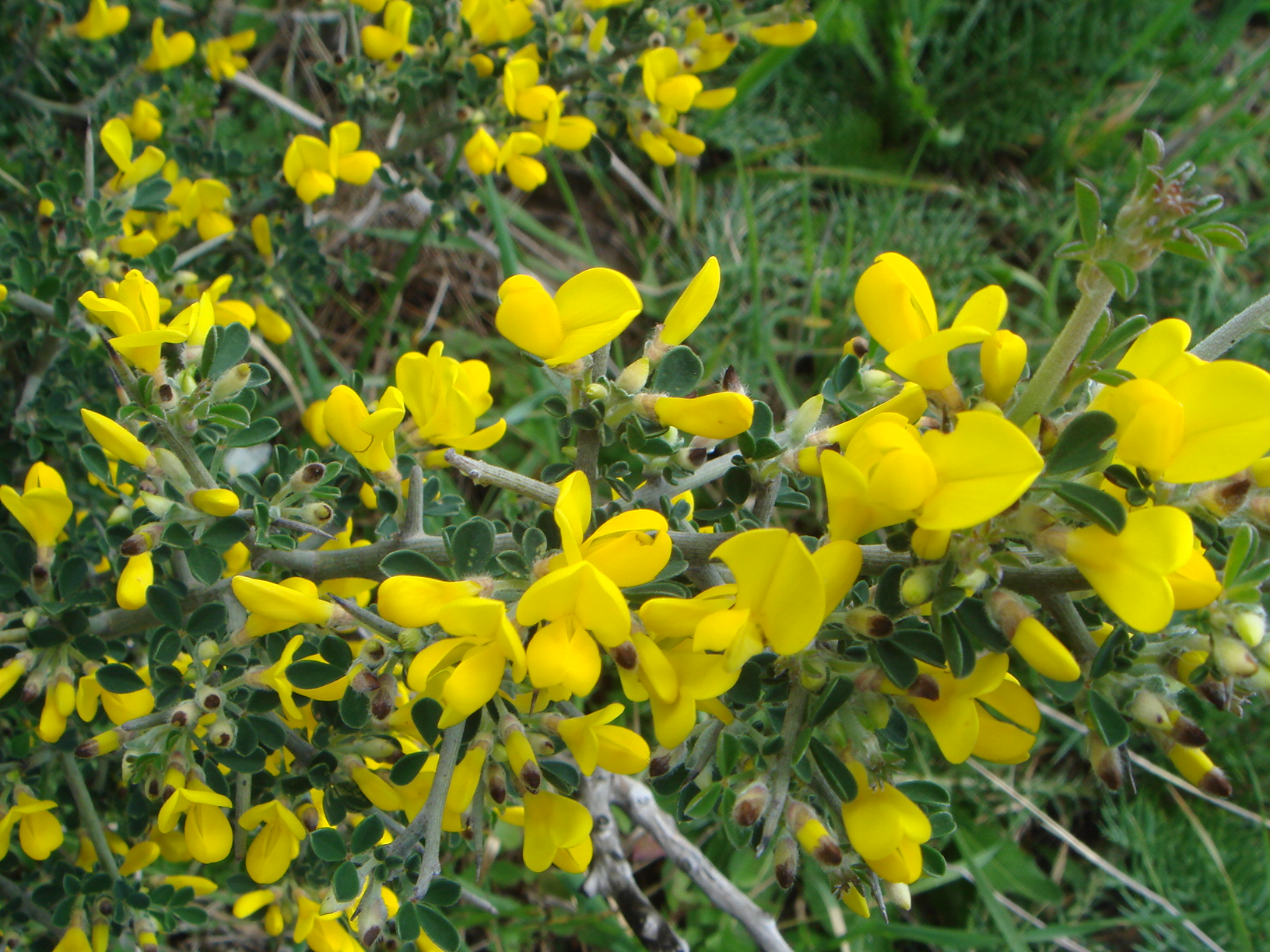
Flores.

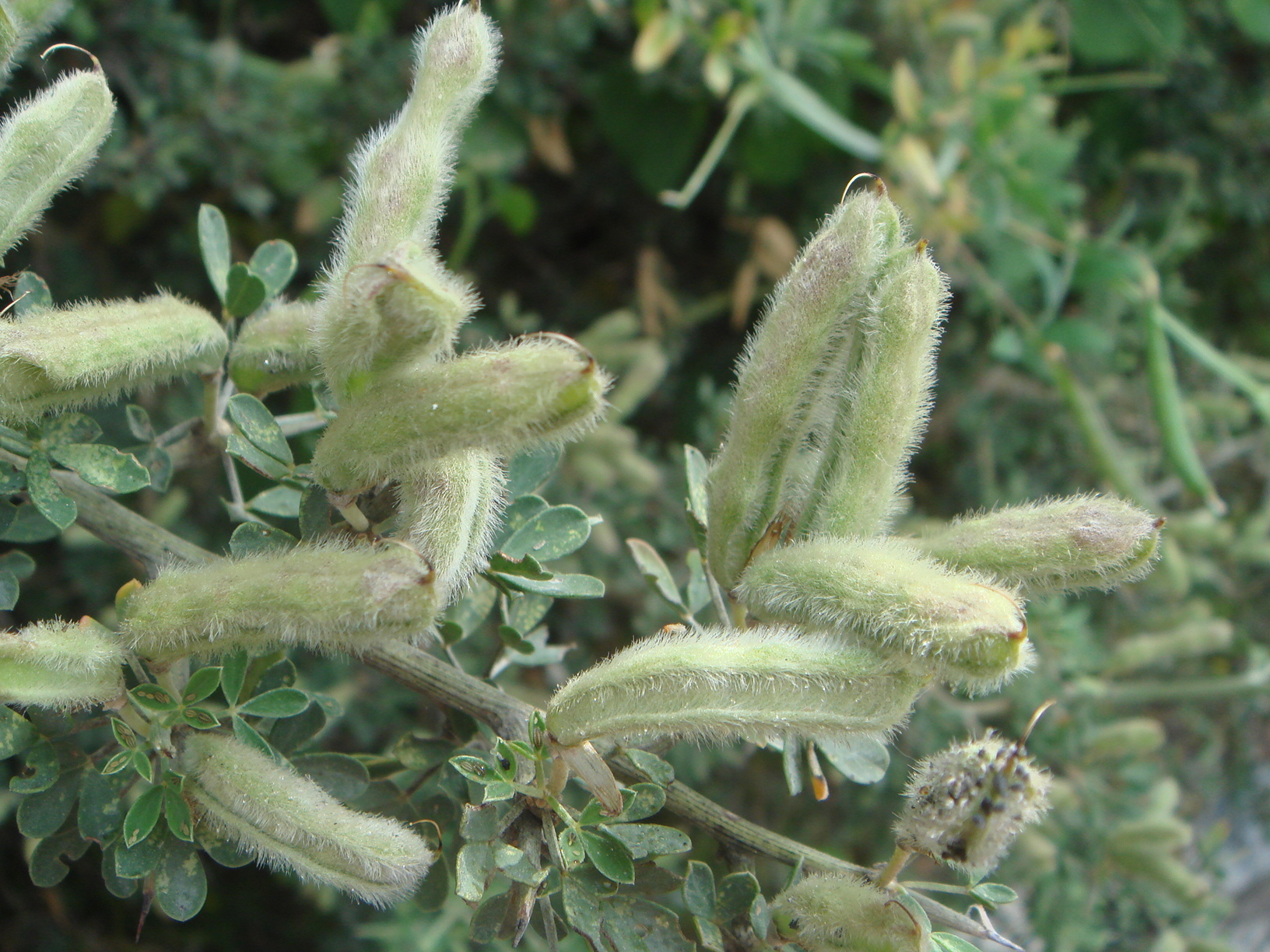
Detalle del fruto peludo

## Distribución
Tiene una distribución costera en la Andalucía atlántica y en Málaga. También en el noroeste de África.

## Taxonomía
Calicotome villosa fue creado por Jean Louis Marie Poiret, incluido en el género Calicotome por Heinrich Friedrich Link y publicado por Heinrich Adolph Schrader en Schrader Neues Jour. Bot., 2(2), p. 51 en 1808.
Citología
Número de cromosomas de Calicotome villosa (Fam. Leguminosae) y táxones infraespecíficos: n=24
Etimología
Calicotome: nombre genérico que deriva del griego kályx, -ykos y del latín caly(i)x, -cis = "envoltura de una flor, botón floral, cáliz, etc." y tome¯´, -ês = "corte, etc" que se refiere a que el cáliz, antes de la antesis, se corta o divide transversalmente, por la mitad.
villosa: epíteto latino que significa "peluda"
Variedades
- Calicotome villosa var. cretica (PRESL) Rothm.

Sinonimia
- Calicotome cretica C.Presl
- Calicotome spinosa subsp. villosa (Poir.) Rouy in Rouy & Foucaud
- Calicotome spinosa var. genuina Rouy in Rouy & Foucaud
- Calicotome spinosa var. macrantha Rouy in Rouy & Foucaud
- Cytisus lanigerus (Desf.) DC. in Lam. & DC.
- Spartium lanigerum Desf.
- Spartium spinosum auct.
- Spartium villosum Poir. Basiónimo
- Laburnum   lanigerum J.Presl
- Cytisus laniger DC. in Lam. &DC.[5][6]

## Nombres comunes
- Castellano: aulaga, erguen, erguén, erguene, erguenes, herguen, hérguenes, jerguen, jerguén, jerguenes, jérguenes, retama espinosa, ulaga.[7]